# سيرجيو بينيا سوليس
سيرجيو بينيا سوليس (بالإسبانية: Sergio Peña Solís)‏ هو مهرب مخدرات مكسيكي، ولد في 25 يناير 1973 في المكسيك.